# Ahuatenco, Tianguistenco
Ahuatenco är en ort i Mexiko.   Den ligger i kommunen Tianguistenco och delstaten Mexiko, i den sydöstra delen av landet, 50 km sydväst om huvudstaden Mexico City. Ahuatenco ligger 2 616 meter över havet och antalet invånare är 745.
Terrängen runt Ahuatenco är kuperad åt sydost, men åt nordväst är den platt. Runt Ahuatenco är det tätbefolkat, med 266 invånare per kvadratkilometer. Närmaste större samhälle är San Mateo Atenco, 16,6 km nordväst om Ahuatenco. I omgivningarna runt Ahuatenco växer i huvudsak blandskog.